# Marcel Stucki (Unihockeyspieler)
Marcel Stucki (* 6. Februar 1993) ist ein Schweizer Unihockeyspieler, der beim Nationalliga-A-Verein Chur Unihockey unter Vertrag steht.

## Karriere

### Verein
Stucki stammt aus dem Nachwuchs vom UHT Schüpbach, wechselte im Juniorenalter zu den Unihockey Tigers Langnau.
2011 wechselte Stucki zum UHT Eggiwil in die Nationalliga B. Auf die Saison 2012 kehrte Stucki zu den Unihockey Tigers Langnau zurück und debütierte in der Swiss Mobiliar League. Nach einer Saison verliess er die Tigers erneut und schloss sich dem Ligakonkurrenten UHC Grünenmatt an.
Nach drei Saisons bei Grünenmatt verliess Stucki den Verein und schloss sich Chur Unihockey an. 2018 verlängerte der Verteidiger den Vertrag bei den Churern.

### Nationalmannschaft
2011 debütierte Stucki in der U19-Nationalmannschaft und nahm mit ihr an der Weltmeisterschaft teil.
2017 wurde Stucki von David Jansson erstmals für die A-Nationalmannschaft aufgeboten. Stucki stand beim historischen ersten Sieg über Schweden auf dem Feld.